# چارلی هوگ
چارلی هوگ (انگلیسی: Charlie Hoag؛ زاده ۱۹ ژوئیهٔ ۱۹۳۱ درگذشته ۸ مارس ۲۰۱۲) یک بازیکن بسکتبال اهل ایالات متحده آمریکا بود. 